# Jana Feldkamp
Jana Feldkamp (Dinslaken, 15 maart 1998) is een voetbalspeelster uit Duitsland. Ze speelt als middenvelder voor  SGS Essen in de Bundesliga.

## Clubcarrière
Feldkamp begon met het spelen van voetbal in 2004 bij STV Hünxe. Na zeven jaar stapte ze over naar  SGS Essen. Voor een jeugdelftal van de club uit Essen kwam ze van 2013 tot 2015 uit in de B-Junioren Bundesliga. In de tweede seizoenshelft van het seizoen 2014/15 werd ze overgeheveld naar de hoofdmacht van SGS Essen. Op 22 februari 2015 maakte ze in een uitwedstrijd tegen FC Carl Zeiss Jena als invaller haar debuut in de Bundesliga. Een week later maakte ze haar eerste doelpunt in een 2-0 overwinning op Herforder SV.
In juli 2017 won Feldkamp de Fritz Walter Medaille voor beste jonge speelster.
In april 2021 maakte Feldkamp een transfer naar TSG 1899 Hoffenheim. Ze tekende een contract tot medio 2023. Op 1 juli 2025 stapte ze terug naar SGS Essen.

## Statistieken
| Seizoen | Club                | Land      | Competitie | Wedstrijden | Doelpunten |
| ------- | ------------------- | --------- | ---------- | ----------- | ---------- |
| 2014/15 | SGS Essen           | Duitsland | Bundesliga | 7           | 1          |
| 2015/16 | SGS Essen           | Duitsland | Bundesliga | 17          | 1          |
| 2016/17 | SGS Essen           | Duitsland | Bundesliga | 12          | 1          |
| 2017/18 | SGS Essen           | Duitsland | Bundesliga | 22          | 2          |
| 2018/19 | SGS Essen           | Duitsland | Bundesliga | 19          | 0          |
| 2019/20 | SGS Essen           | Duitsland | Bundesliga | 22          | 1          |
| 2020/21 | SGS Essen           | Duitsland | Bundesliga | 21          | 3          |
| 2021/22 | TSG 1899 Hoffenheim | Duitsland | Bundesliga | 20          | 2          |
| 2022/23 | TSG 1899 Hoffenheim | Duitsland | Bundesliga | 17          | 3          |
| 2023/24 | TSG 1899 Hoffenheim | Duitsland | Bundesliga | 20          | 2          |
| 2024/25 | TSG 1899 Hoffenheim | Duitsland | Bundesliga | 17          | 0          |
| Totaal  | Totaal              | Totaal    | Totaal     | 194         | 16         |

Laatste update: 22 maart 2025

## Interlandcarrière
Feldkamp maakte haar debuut voor het Duitse nationale team op 10 april 2021 in een vriendschappelijke wedstrijd tegen Australië.  De wedstrijd eindigde in een 5-2 overwinning voor Duitsland.